# Proteuxoa leucosticta
Proteuxoa leucosticta är en fjärilsart som beskrevs av Turner 1908. Proteuxoa leucosticta ingår i släktet Proteuxoa och familjen nattflyn. Inga underarter finns listade i Catalogue of Life.